# Earnest Goodsir-Cullen
Earnest Goodsir-Cullen (anglès: Ernie Goodsir-Cullen)  (Kasauli, 15 de juliol de 1912 - Salford, desembre 1993) fou un jugador d'hoquei sobre herba indi que va competir durant la dècada de 1930. Era germà del també jugador d'hoquei sobre herba William Goodsir-Cullen.
El 1936 va prendre part en els Jocs Olímpics d'Estiu de Berlín, on guanyà la medalla d'or en la competició d'hoquei sobre herba.